# 국도 제3호선 (핀란드)
국도 제3호선(핀란드어: Valtatie 3, Kolmostie, 스웨덴어: Riksväg 3)은 헬싱키를 출발하여 탐페레를 거쳐 바사까지 이어주는 총연장 424km의 거리를 가진 핀란드의 일반 국도이다. 그러나 해당 국도는 유럽 고속도로 12호선의 일부를 이룬다. 그리고 해당 국도 총 연장 중 180km 구간만 간선도로를 이루고 있으며, 헬싱키와 탐페레를 서로 연결한다. 다만 탐페레의 북부 구간은 대다수가 2차선을 가진 도로로, 2+1 도로로 구성되어 있다.

## 주요 경유지
해당 도로의 주요 경과지는 다음과 같다.
- 주요 경유지 : 헬싱키 - 반타 - 누르미얘르비 - 휘빙캐 - 리히매키 - 야나칼라(영어판) - 해멘린나 - 하툴라(영어판) - 칼보라(영어판) - 발케아코스키 - 아카(영어판) - 발케아코스키 (2차 진입) - 렘팰래 - 탐페레 - 피르칼라 - 노키아 - 탐페레 (2차 진입) - 윌로야르비(영어판) - 해멘퀴뢰(영어판) - 이칼리넨(영어판) - 파르카노(영어판) - 얄라스얘르비(영어판) - 쿠리카(영어판) - 일마요키 - 이소키로(영어판) - 라이히아 - 코르스홀름 - 바사